# Moriviller
Moriviller is een gemeente in het Franse departement Meurthe-et-Moselle in de regio Grand Est en telt 95 inwoners (2009). De plaats maakt deel uit van het arrondissement Lunéville.

## Geografie
De oppervlakte van Moriviller bedraagt 7,4 km², de bevolkingsdichtheid is dus 12,8 inwoners per km².
De onderstaande kaart toont de ligging van Moriviller met de belangrijkste infrastructuur en aangrenzende gemeenten.

## Demografie
Onderstaande figuur toont het verloop van het inwonertal (bron: INSEE-tellingen).